# EF-G
延伸因子G（Elongation Factor G），簡稱EF-G，又稱EF-2，曾被稱爲轉位酶（translocase），是一種原核延伸因子，具有GTP酶活性。現認爲EF-G的GTP酶活性與tRNA和mRNA穿過核糖體的協同移動有關。

## 功能
EF-G在每一輪多肽鏈延長的結束階段催化tRNA和mRNA的轉位到核糖體的下游。和EF-Tu*tRNA*GTP三元複合物相似，EF-G與核糖體結合時處於與GTP結合的狀態。
除了在翻译中的作用外，EF-G还与核糖体再循环因子一起以GTP依赖方式促进核糖体再循环。

## 临床应用
一般来说，EF-G的功能可被夫西地酸抑制，但已检出某些细菌对夫西地酸的抗药性。

## 進化
EF-G的進化歷程複雜，細菌有很多EF-G的旁系變體，說明不同的EF-G變體可能發生了亚功能化。

## 外部連結
- 醫學主題詞表（MeSH）：Peptide+Elongation+Factor+G